# Mohammad Ganjkhanlou
Mohammad Ganjkhanlou, né le 4 juillet 1997, est un coureur cycliste iranien.

## Palmarès sur route

### Par années
- 2015
  -  Champion d'Iran sur route juniors
  - 2e du championnat d'Iran du contre-la-montre juniors
  -  Médaillé de bronze du championnat d'Asie du contre-la-montre juniors
- 2016
  -  Champion d'Iran sur route espoirs
  -  Médaillé de bronze du championnat d'Asie sur route espoirs
  - 3e du championnat d'Iran du contre-la-montre espoirs
  - 3e du championnat d'Iran sur route
- 2017
  -  Médaillé de bronze du championnat d'Asie sur route espoirs
- 2018
  - 3e étape du Tour de Mevlana
  - 1re et 6e étapes du Tour d'Iran - Azerbaïdjan
  - Milad De Nour Tour :
    - Classement énéral
    - 1re étape

  -  Médaillé d'argent du championnat d'Asie sur route espoirs
- 2019
  -  Champion d'Asie sur route espoirs
  -  Champion d'Iran sur route espoirs
  - 7e étape du Tour de Singkarak
  - 2e du championnat d'Iran du contre-la-montre espoirs
  - 2e du Tour de Siak
- 2022
  -  Médaillé d'or sur route aux Jeux de la solidarité islamique
  -  Médaillé de bronze du championnat d'Asie du contre-la-montre par équipes

### Classements mondiaux
| Année                                 | 2016 | 2017 | 2018  | 2019 | 2020  | 2021  | 2022 | 2023 |
| ------------------------------------- | ---- | ---- | ----- | ---- | ----- | ----- | ---- | ---- |
| Classement mondial                    | 753e | 924e | 438e  | 351e | 1528e | 1440e | 781e | 750e |
| UCI Europe Tour                       | nc   | nc   | 1264e |      |       |       |      |      |
| UCI Asia Tour                         | 93e  | 114e | 55e   | 8e   | 109e  | 72e   | 40e  | 48e  |
|                                       |      |      |       |      |       |       |      |      |
| Légende : nc = non classéSource : UCI |      |      |       |      |       |       |      |      |

## Palmarès sur piste

### Championnats d'Asie
- Astana 2014
  -  Médaillé d'argent du scratch juniors
- New Delhi 2022
  -  Médaillé de bronze de l'omnium
  -  Médaillé de bronze de la course scratch
- Nilai 2023
  -  Champion d'Asie du scratch

### Championnats d'Iran
- 2017
  -  Champion d'Iran de l'omnium
  -  Champion d'Iran de la course aux points
- 2019
  -  Champion d'Iran de l'américaine (avec Amir Hossein Jamahisian)
  -  Champion d'Iran de scratch
  - 3e du championnat d'Iran de poursuite par équipes